# Terremoto dell'Alpago del 1873
Il terremoto dell'Alpago del 1873 fu un terremoto avvenuto il 29 giugno 1873 in provincia di Belluno, nell'area geologicamente attiva dell'Alpago (la zona è classificata con un indice di rischio 2 su una scala di 4).
La magnitudine del sisma fu di 6.3 Richter e l'intensità pari a IX-X (Violenta-Estrema) sulla scala Mercalli. Furono registrati danni nelle odierne province di Belluno, Treviso e Pordenone.

## Eventi sismici
Il sisma principale, preceduto da una piccola scossa registrata la notte del 13 giugno, si verificò alle 04:58 del mattino del 29 giugno 1873, nel giorno in cui veniva celebrata la festa dei santi Pietro e Paolo.
Il sisma venne fortemente percepito in tutta la regione del Veneto, danneggiando molti paesi della conca dell'Alpago, in Val Lapisina e sull'altopiano del Cansiglio. Venne inoltre percepito fino a Genova, nelle Marche e Umbria, in Slovenia, in Austria, in Svizzera e in Baviera. L'epicentro venne localizzato vicino alla sponda settentrionale del lago di Santa Croce, a 12 km ad est di Belluno.

## Vittime e danni

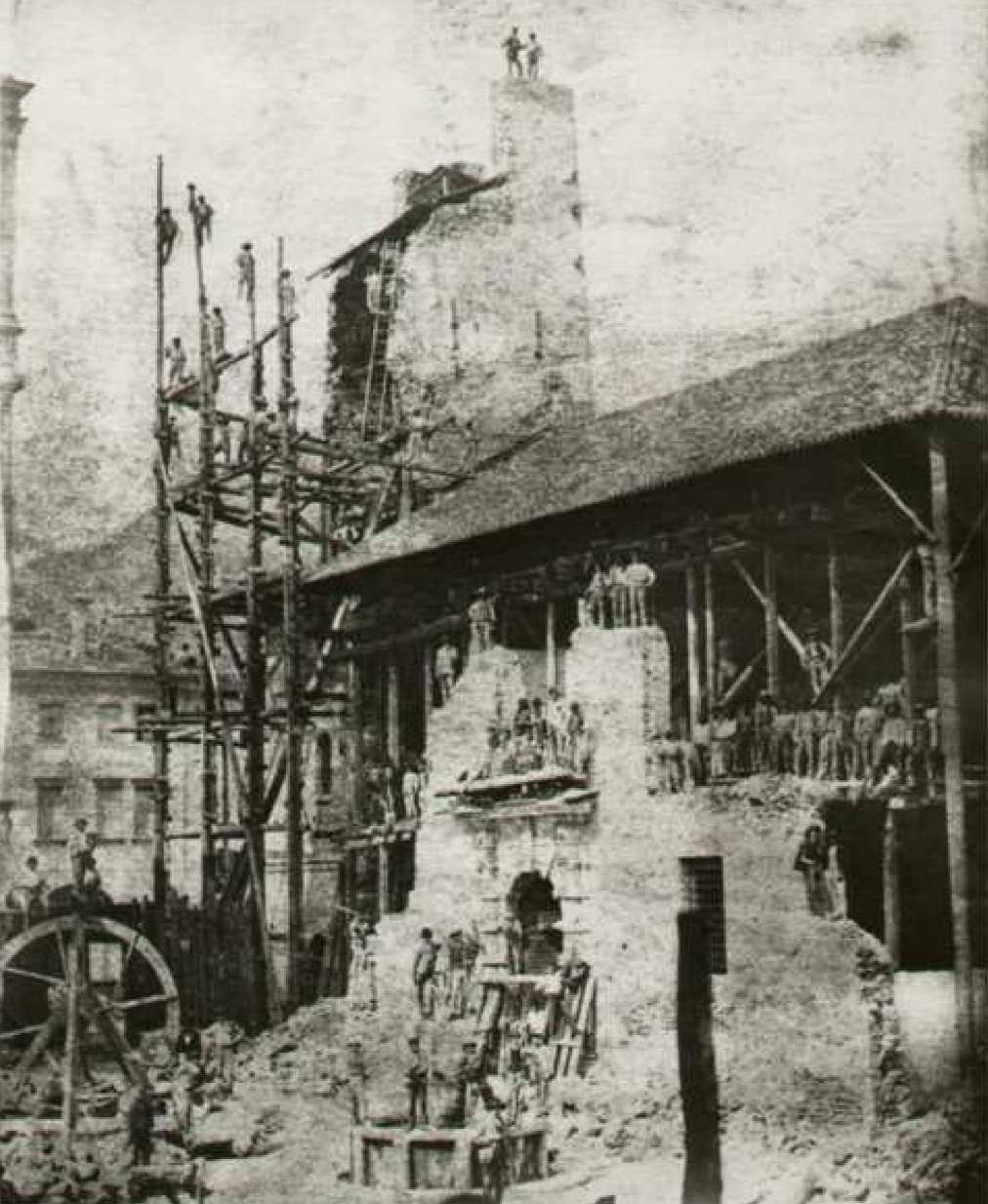
Lo smantellamento del Palazzo dei Vescovi a Belluno dopo il terremoto del 1873

Il terremoto causò la morte di 30 persone nella zona dell'Alpago, in particolare a Puos d'Alpago, ed altri 10 morti nel resto della provincia di Belluno.
Rugolo, Cappella Maggiore e Sarmede riportarono 16 vittime. Inoltre 38 persone morirono nella chiesa di San Pietro di Feletto quando il tetto della vecchia chiesa collassò, durante la celebrazione della messa del mattino in onore di san Pietro, patrono della cittadina.
Nelle zone maggiormente colpite, un terzo degli edifici fu danneggiato. Nella stessa Belluno, l'abside della cattedrale di San Martino collassò, otto palazzi vennero completamente distrutti, mentre 110 edifici dovettero essere abbattuti successivamente, 139 dovettero essere restaurati e altri 251 necessitarono di qualche lavoro; una chiesa fu distrutta e altre 7 chiese furono danneggiate. Nella periferia urbana, dovettero essere demoliti due interi isolati, 21 case furono restaurate ed ulteriori 219 case subirono lievi danni. In ogni caso, nessun edificio della città rimase intatto.
Nei paesi circostanti il bilancio fu di 15 case crollate, 66 case da demolire in seguito, 243 con restauro necessario e 669 da riparare, mentre circa 260 case restarono indenni; quattro le chiese distrutte e 21 quelle più gravemente danneggiate. La città di Venezia subì minori danni, valutati sul VI grado della scala Mercalli.

## Soccorsi
Una sottoscrizione pubblica realizzata a Vittorio Veneto raccolse 2.232,45 lire (equivalenti a circa € 8.500 dell'anno 2016), mentre un comitato provinciale riuscì a raccogliere 26.771,90 lire (€ 100.000) per la ricostruzione. Il re d'Italia Vittorio Emanuele II donò personalmente 1.000 lire (€ 3.800).
Le autorità locali giunsero rapidamente sul luogo del disastro, chiedendo aiuto all'esercito del Regno d'Italia (il Veneto era stato annesso da pochi anni all'Italia a seguito del plebiscito del Veneto del 1866) e ai Carabinieri al fine di rimuovere le macerie, allestire le tende e ripristinare le comunicazioni, oltre che mantenere l'ordine pubblico tra gli sfollati.
La mancanza di legname causò ritardi nella riparazione degli edifici danneggiati, tanto che nelle settimane successive fu affidato ad una brigata militare il compito di abbattere abbastanza alberi per soddisfare le esigenze della ricostruzione.

## Scoperta degli effetti del suolo sulla gravità dei danni da terremoto
A Cèneda (Vittorio Veneto) il seminario, il campanile della cattedrale di Santa Maria Assunta ed il castello di San Martino furono gravemente danneggiati o distrutti. Invece, nel vicino abitato di Serravalle vi furono pochissimi danni (solo il crollo parziale della Turris Nigra).
La notevole differenza della tipologia di danni registrati tra le due località (distanti appena 2 km) venne studiata dai geologi Torquato Taramelli e Giulio Andrea Pirona, i quali scoprirono la diversa composizione del terreno sottostante: mentre Serravalle si trovava sopra una lastra compatta di calcare, Ceneda invece era stata edificata sopra un terreno composto da conglomerati alluvionali.
Tale importante scoperta fu determinante nello sviluppo del processo di microzonazione sismica, una tecnica usata per valutare meglio il pericolo sismico e il rischio sismico.

## Terremoti successivi
Dopo circa 60 anni, si registrò un nuovo sisma del IX grado della scala Mercalli il mattino del 18 ottobre del 1936, con epicentro sull'altopiano del Cansiglio, che provocò pochi morti, mentre i danni furono più contenuti. Lo sciame sismico continuò fino al marzo 1937.
Secondo uno studio del 1980, il tempo di ritorno di un sisma con intensità fino all'VIII grado della scala Mercalli è stimato in circa 50 anni, mentre quello di un evento del VII-IX MCS è di circa 150 anni.